# Coia Valls i Loras
Coia Valls i Loras (Reus, 1960) és una escriptora, actriu i professora d'educació especial i logopeda catalana.

## Obra
El 2010 va publicar la seva primera novel·la: La Princesa de Jade, publicada en català (Edicions Columna) i en castellà (Suma de Letras). Amb aquest llibre va guanyar el Premi Néstor Luján de novel·la històrica. Dos anys després, va publicar, en català i castellà, El mercader a Edicions B. Posteriorment es va publicar en italià i en portuguès. El 2013 va publicar Les torres del cel a Edicions B, en català i castellà (Las torres del cielo). L’any següent, 2014, La cuinera a Edicions B, en català i castellà (La cocinera). Al febrer del 2015 va publicar Amor prohibit, a Edicions B, en català i castellà (Amor prohibido). Al març del 2016 va publicar Etheria (Edicions B en català i castellà), i el 2018, Els camins de la llum (Los caminos de la luz), també en català i castellà, a l'editorial Rosa dels vents.
La seva última obra és L'alquímia de la vida (La alquímia de la vida), publicada el 2022 per Columna Edicions en català i per Ediciones Destino en castellà.
També ha publicat la novel·la curta Si tu m’escoltes (Si tu me escuchas) (Comanegra, 2017) en català i castellà.
En el món de la literatura infantil i juvenil ha publicat el conte infantil Marea de lletres que maregen (Barcanova, 2010) i les novel·les juvenils L'ombra dels oblidats (2011), a l’editorial Barcanova, i Pantera (2021), a Ànima Llibres Editors. Per la novel·la juvenil Pantera (Animallibres, 2021) va rebre el Premi de la Crítica dels Escriptors Valencians.'

## Dramatúrgia
Com a actriu ha participat en diverses obres teatrals i en el film de Jordi Lara Ventre blanc, seleccionat al Busan International Film Festival de Corea del Sud.
Com a dramaturga, ha posat sis obres en escena: El mercader (Teatre El Magatzem de Tarragona, 12 de març del 2012), Les torres del cel (Teatre Metropol de Tarragona, 12 d’abril del 2013), La cuinera (Auditori Tarragona, 12 d’abril del 2014). També han tingut versió teatral de la mateixa autora les obres Amor prohibit (2015), Etheria (2016) i Els camins de la llum (2019), estrenades a Tarragona, però també representades a Reus, Barcelona i el Morell.
L’any 2019 adapta al teatre la novel·la de Víctor Català Solitud. També s'encarrega de la direcció de l’obra, representada en múltiples ocasions a les Viles del Llibre de Catalunya.

## Novel·les
- 2010: La Princesa de Jade
- 2011: L'ombra dels oblidats (juvenil)
- 2012: El mercader
- 2013: Les torres del cel
- 2014: La cuinera
- 2015: Amor prohibit
- 2016: Etheria
- 2017: Si tu m'escoltes
- 2018: Els camins de la llum
- 2021: Pantera (juvenil)
- 2022: L'alquímia de la vida
- 2023: El llegat de les cendres.

## Premis
- Premi dels Lectors de L'Illa dels Llibres,[3] per El mercader.
- Premi a la Millor Novel·la en Català de Llegir en Cas d'Incendi,[4] per El mercader.
- Premi a la Mejor Novela Histórica de la web "Novelas históricas", per El mercader.
- Premi Nèstor Luján de novel·la històrica 2012 per La Princesa de Jade[5]
- Premi de la Crítica de l'AELC (AEPV) en la modalitat de literatura juvenil per Pantera' (Ànima Llibres)